# 難波啓一
難波 啓一（なんば けいいち、1952年3月 - ）は、日本の生物物理学者。大阪大学栄誉教授。元日本生物物理学会会長。日本学士院賞恩賜賞受賞。

## 人物・経歴
兵庫県生まれ。1970年兵庫県立尼崎北高等学校卒業。1974年大阪大学基礎工学部生物工学科卒業。1976年大阪大学大学院基礎工学研究科修士課程修了。1980年大阪大学大学院基礎工学研究科博士課程修了、日本学術振興会奨励研究員。1981年大阪大学大学院基礎工学研究科研究生、ブランダイス大学ローゼンスティール基礎医科学研究所博士研究員。1984年ヴァンダービルト大学理学部分子生物学科博士研究員。1985年ヴァンダービルト大学理学部分子生物学科上級博士研究員。1986年ブランダイス大学ローゼンスティール基礎医科学研究所上級博士研究員。同年新技術事業団ERATO宝谷超分子柔構造プロジェクトグループリーダー。1991年新技術事業団ERATO宝谷超分子柔構造プロジェクト技術参事。1992年松下電器産業国際研究所リサーチディレクター。1997年科学技術振興事業団ERATO難波プロトニックナノマシンプロジェクト総括責任者。1999年松下電器産業先端技術研究所リサーチディレクター。2001年高輝度光科学研究センター構造生物グループグループリーダー。2002年大阪大学大学院生命機能研究科教授。2003年日本生物物理学会副会長、産業技術総合研究所研究評価委員、通信総合研究所研究評価委員。2004年名古屋大学遺伝子実験施設客員教授。2006年理化学研究所播磨研究所客員主管研究員、沖縄科学技術研究基盤整備機構研究顧問、情報通信研究機構外部評価委員。2007年日本学術会議連携会員。2010年大阪大学大学院生命機能研究科研究科長。2012年大阪大学評議員、東北大学多元物質科学研究所客員教授、日本生物物理学会会長。2013年大阪大学特別教授。2017年大阪大学大学院生命機能研究科特任教授、大阪大学名誉教授、大阪大学栄誉教授、理化学研究所生命システム研究センター副センター長、理化学研究所生命システム研究センター超分子システム動態研究連携室室長。2018年理化学研究所放射光科学研究センター副センター長、理化学研究所生命機能科学研究センターチームリーダー、理化学研究所バトンゾーン研究推進プログラム理研-JEOL連携センターセンター長。

## 受賞歴
- 2001年 大阪科学賞[1]
- 2003年 TEPIAハイテク・ビデオ・ コンクール最優秀作品賞[1]
- 2009年 生物物理学会ファウンダーズアワード[1]
- 2009年 欧州分子生物学機構外国人会員[1]
- 2012年 日本学士院賞・恩賜賞[1]